# DDR-Einzelmeisterschaft im Schach 1967
Die 16. DDR-Einzelmeisterschaft im Schach fand im Februar 1967 in Colditz statt.

## Allgemeines
Hauptschiedsrichter war zunächst Dieter Lentschu aus Berlin, später Arthur Gröbe aus Dresden. Die Teilnehmer hatten sich über das sogenannte Dreiviertelfinale sowie ein System von Vorberechtigungen und Freiplätzen für diese Meisterschaft qualifiziert. Austragungsort war das Handwerkerheim „Waldhaus“.

## Meisterschaft der Herren
Mit Wolfgang Pietzsch setzte sich der einzige anwesende Großmeister sicher durch. Es war sein dritter und letzter DDR-Meistertitel. Burkhard Malich verlor in der ersten Runde gegen seinen Klubkameraden Möhring und holte diesen Rückstand nicht mehr auf. Im eng gedrängten Mittelfeld kam DDR-Jugendmeister Lutz Espig weit nach vorn. Er wurde später ebenso Großmeister wie der hier erst 15-jährige Lothar Vogt.

### Abschlusstabelle
|    | Teilnehmer                      | 01 | 02 | 03 | 04 | 05 | 06 | 07 | 08 | 09 | 10 | 11 | 12 | 13 | 14 | 15 | 16 | 17 | 18 | Punkte |
| -- | ------------------------------- | -- | -- | -- | -- | -- | -- | -- | -- | -- | -- | -- | -- | -- | -- | -- | -- | -- | -- | ------ |
| 01 | Wolfgang Pietzsch (SC Leipzig)  |    | ½  | ½  | ½  | ½  | 1  | 1  | ½  | 1  | ½  | 1  | 1  | 1  | 1  | ½  | ½  | ½  | 1  | 12½    |
| 02 | Burkhard Malich (Buna Halle)    | ½  |    | 0  | ½  | ½  | 1  | ½  | 1  | ½  | ½  | 1  | ½  | ½  | ½  | 1  | 1  | 1  | 1  | 11½    |
| 03 | Günther Möhring (Buna Halle)    | ½  | 1  |    | ½  | 1  | ½  | 0  | 0  | 1  | 1  | 0  | 1  | 0  | ½  | 1  | 1  | 1  | ½  | 10½    |
| 04 | Anton Csulits (Buna Halle)      | ½  | ½  | ½  |    | 0  | 1  | ½  | ½  | ½  | ½  | 1  | ½  | ½  | ½  | ½  | 1  | ½  | 1  | 10     |
| 05 | Manfred Schöneberg (SC Leipzig) | ½  | ½  | 0  | 1  |    | 0  | ½  | 1  | ½  | 1  | 0  | ½  | ½  | 1  | 1  | 1  | 1  | ½  | 10     |
| 06 | Lutz Espig (Lok Greiz)          | 0  | 0  | ½  | 0  | 1  |    | ½  | 1  | 1  | 1  | 0  | ½  | ½  | 1  | 1  | ½  | 0  | 1  | 09½    |
| 07 | Fritz Baumbach (DAW Berlin)     | 0  | ½  | 1  | ½  | ½  | ½  |    | ½  | ½  | 0  | ½  | ½  | ½  | ½  | 1  | 1  | 1  | ½  | 09½    |
| 08 | Artur Hennings (SC Leipzig)     | ½  | 0  | 1  | ½  | ½  | 0  | ½  |    | 0  | ½  | ½  | ½  | 1  | 0  | 1  | 1  | 1  | 1  | 09½    |
| 09 | Werner Golz (DAW Berlin)        | 0  | ½  | 0  | ½  | ½  | 0  | ½  | 1  |    | ½  | ½  | ½  | ½  | 1  | 1  | 1  | ½  | 1  | 09½    |
| 10 | Detlef Neukirch (SC Leipzig)    | ½  | ½  | 0  | ½  | 0  | 0  | 1  | ½  | ½  |    | 1  | ½  | ½  | 1  | 0  | 1  | 1  | ½  | 09     |
| 11 | Bodo Starck (DAW Berlin)        | 0  | 0  | 1  | 0  | 1  | 1  | ½  | ½  | ½  | 0  |    | ½  | ½  | 1  | ½  | 1  | ½  | ½  | 09     |
| 12 | Heinz Liebert (Buna Halle)      | 0  | ½  | 0  | ½  | ½  | ½  | ½  | ½  | ½  | ½  | ½  |    | ½  | 1  | ½  | ½  | 1  | 1  | 09     |
| 13 | Dieter Brüntrup (DAW Berlin)    | 0  | ½  | 1  | ½  | ½  | ½  | ½  | 0  | ½  | ½  | ½  | ½  |    | ½  | ½  | 0  | 1  | 1  | 08½    |
| 14 | Hermann Brameyer (DAW Berlin)   | 0  | ½  | ½  | ½  | 0  | 0  | ½  | 1  | 0  | 0  | 0  | 0  | ½  |    | 0  | 1  | 1  | ½  | 06     |
| 15 | Lothar Kollberg (DAW Berlin)    | ½  | 0  | 0  | ½  | 0  | 0  | 0  | 0  | 0  | 1  | ½  | ½  | ½  | 1  |    | 0  | 0  | 1  | 05½    |
| 16 | Reinhard Postler (Buna Halle)   | ½  | 0  | 0  | 0  | 0  | ½  | 0  | 0  | 0  | 0  | 0  | ½  | 1  | 0  | 1  |    | 1  | 1  | 05½    |
| 17 | Lothar Vogt (Motor Görlitz)     | ½  | 0  | 0  | ½  | 0  | 1  | 0  | 0  | ½  | 0  | ½  | 0  | 0  | 0  | 1  | 0  |    | ½  | 04½    |
| 18 | Michael Schmidt (Post Dresden)  | 0  | 0  | ½  | 0  | ½  | 0  | ½  | 0  | 0  | ½  | ½  | 0  | 0  | ½  | 0  | 0  | ½  |    | 03½    |

### Dreiviertelfinale
Das Dreiviertelfinale der Herren fand Ende August 1966 in Jena statt. Hauptschiedsrichter war Dieter Lentschu aus Berlin. 
Gruppe A
|   | Teilnehmer         | 01 | 02 | 03 | 04 | 05 | 06 | 07 | 08 | 09 | Punkte |
| - | ------------------ | -- | -- | -- | -- | -- | -- | -- | -- | -- | ------ |
| 1 | Manfred Schöneberg |    | ½  | ½  | 1  | 1  | ½  | 1  | 1  | 1  | 6½     |
| 2 | Anton Csulits      | ½  |    | ½  | 1  | ½  | ½  | 1  | ½  | ½  | 5      |
| 3 | Bodo Starck        | ½  | ½  |    | 0  | ½  | 1  | 0  | 1  | 1  | 4½     |
| 4 | Michael Schmidt    | 0  | 0  | 1  |    | 1  | 1  | 0  | 1  | ½  | 4½     |
| 5 | Hubert Walkewitz   | 0  | ½  | ½  | 0  |    | 0  | 1  | 1  | 1  | 4      |
| 6 | Peter Krug         | ½  | ½  | 0  | 0  | 1  |    | 0  | 0  | 1  | 3      |
| 7 | Heinz Schultheis   | 0  | 0  | 1  | 1  | 0  | 1  |    | 0  | 0  | 3      |
| 8 | Ruppert            | 0  | ½  | 0  | 0  | 0  | 1  | 1  |    | ½  | 3      |
| 9 | Thomas Pawlitzki   | 0  | ½  | 0  | ½  | 0  | 0  | 1  | ½  |    | 2½     |

Gruppe B
|   | Teilnehmer      | 01 | 02 | 03 | 04 | 05 | 06 | 07 | 08 | 09 | Punkte |
| - | --------------- | -- | -- | -- | -- | -- | -- | -- | -- | -- | ------ |
| 1 | Fritz Baumbach  |    | ½  | ½  | 1  | 1  | 1  | 1  | ½  | 1  | 6½     |
| 2 | Lothar Kollberg | ½  |    | ½  | ½  | 1  | 1  | 1  | ½  | 1  | 6      |
| 3 | Egon Storch     | ½  | ½  |    | 0  | 1  | 1  | 1  | 1  | 1  | 6      |
| 4 | Erich Thiele    | 0  | ½  | 1  |    | 0  | 1  | 1  | 1  | 1  | 5½     |
| 5 | Horst Broberg   | 0  | 0  | 0  | 1  |    | ½  | ½  | 1  | ½  | 3½     |
| 6 | Gerd Lorenz     | 0  | 0  | 0  | 0  | ½  |    | 1  | 1  | 1  | 3½     |
| 7 | Joachim Jacobs  | 0  | 0  | 0  | 0  | ½  | 0  |    | 1  | 1  | 2½     |
| 8 | Werner Nerenz   | ½  | ½  | 0  | 0  | 0  | 0  | 0  |    | 1  | 2      |
| 9 | H. Welsch       | 0  | 0  | 0  | 0  | ½  | 0  | 0  | 0  |    | 0½     |

Gruppe C
|   | Teilnehmer       | 01 | 02 | 03 | 04 | 05 | 06 | 07 | 08 | 09 | Punkte |
| - | ---------------- | -- | -- | -- | -- | -- | -- | -- | -- | -- | ------ |
| 1 | Dieter Brüntrup  |    | 1  | ½  | ½  | ½  | ½  | ½  | 1  | 1  | 5½     |
| 2 | Reinhard Postler | 0  |    | ½  | 1  | 1  | ½  | 1  | ½  | 1  | 5½     |
| 3 | Hermann Brameyer | ½  | ½  |    | ½  | ½  | 1  | 1  | 1  | ½  | 5½     |
| 4 | Peter Hesse      | ½  | 0  | ½  |    | 1  | ½  | 1  | 1  | ½  | 5      |
| 5 | Lothar Schmidt   | ½  | 0  | ½  | 0  |    | 0  | 1  | 1  | 1  | 4      |
| 6 | Kurt Litkiewicz  | ½  | ½  | 0  | ½  | 1  |    | 0  | ½  | 0  | 3      |
| 7 | Bloch            | ½  | 0  | 0  | 0  | 0  | 1  |    | ½  | 1  | 3      |
| 8 | Heinsohn         | 0  | ½  | 0  | 0  | 0  | ½  | ½  |    | 1  | 2½     |
| 9 | Bernd Kummer     | 0  | 0  | ½  | ½  | 0  | 1  | 0  | 0  |    | 2      |

## Meisterschaft der Damen
Es war fast die gesamte DDR-Spitzenklasse am Start. Waltraud Nowarra und Ursula Liebert distanzierten das Feld deutlich. Ihr Stichkampf im April 1967 endete nach vier Partien unentschieden. Daraufhin erkannte das Präsidium des DDR-Schachverbandes beiden Spielerinnen den Titel zu. Für Nowarra war es der fünfte Meistertitel, für Liebert der zweite nach 1954.
Vorjahresmeisterin Gabriele Just unterlag den beiden Meisterinnen. Hinter ihr platzierten sich Ingrid Rönsch (zuvor unter dem Namen Ingrid Hänsel erfolgreich) und Eveline Nünchert, die bei nur zwei Gewinnpartien ungeschlagen blieb.

### Abschlusstabelle
|    | Teilnehmer                          | 01 | 02 | 03 | 04 | 05 | 06 | 07 | 08 | 09 | 10 | 11 | 12 | 13 | 14 | Punkte |
| -- | ----------------------------------- | -- | -- | -- | -- | -- | -- | -- | -- | -- | -- | -- | -- | -- | -- | ------ |
| 01 | Waltraud Nowarra (Post Dresden)     |    | ½  | 1  | 1  | ½  | ½  | 1  | 1  | ½  | 1  | ½  | 1  | 1  | 1  | 10½    |
| 02 | Ursula Liebert (Buna Halle)         | ½  |    | 1  | ½  | ½  | ½  | 1  | 1  | 1  | ½  | 1  | 1  | 1  | 1  | 10½    |
| 03 | Gabriele Just (HSG Leipzig)         | 0  | 0  |    | ½  | ½  | 1  | ½  | 1  | ½  | 1  | 1  | 1  | 1  | 1  | 09     |
| 04 | Ingrid Rönsch (Lok Dresden)         | 0  | ½  | ½  |    | 0  | ½  | ½  | 1  | 1  | ½  | 1  | 1  | 1  | 1  | 08½    |
| 05 | Eveline Nünchert (Empor Potsdam)    | ½  | ½  | ½  | 1  |    | ½  | ½  | ½  | ½  | ½  | ½  | ½  | ½  | 1  | 07½    |
| 06 | Jutta Zura (Buna Halle)             | ½  | ½  | 0  | ½  | ½  |    | 1  | 1  | 0  | 1  | 0  | 1  | ½  | ½  | 07     |
| 07 | Lieselotte Janssen (Chemie Colditz) | 0  | 0  | ½  | ½  | ½  | 0  |    | ½  | 1  | 0  | 1  | 1  | ½  | 1  | 06½    |
| 08 | Irene Winter (Motor Weimar)         | 0  | 0  | 0  | 0  | ½  | 0  | ½  |    | ½  | 1  | 1  | 1  | 1  | 1  | 06½    |
| 09 | Heidrun Bade (Chemie Köpenick)      | ½  | 0  | ½  | 0  | ½  | 1  | 0  | ½  |    | ½  | 0  | ½  | ½  | 1  | 05½    |
| 10 | Ingrid Ernst (Medizin Wismar)       | 0  | ½  | 0  | ½  | ½  | 0  | 1  | 0  | ½  |    | ½  | ½  | 1  | ½  | 05½    |
| 11 | Margarete Kleinschmidt (Lok Erfurt) | ½  | 0  | 0  | 0  | ½  | 1  | 0  | 0  | 1  | ½  |    | ½  | ½  | 1  | 05½    |
| 12 | Heidi Prien (Medizin Wismar)        | 0  | 0  | 0  | 0  | ½  | 0  | 0  | 0  | ½  | ½  | ½  |    | 1  | 1  | 04     |
| 13 | Leonore Krüger (Post Dresden)       | 0  | 0  | 0  | 0  | ½  | ½  | ½  | 0  | ½  | 0  | ½  | 0  |    | 1  | 03½    |
| 14 | Magda Degen (Medizin Bad Elster)    | 0  | 0  | 0  | 0  | 0  | ½  | 0  | 0  | 0  | ½  | 0  | 0  | 0  |    | 01     |

### Dreiviertelfinale
Das Dreiviertelfinale der Damen fand im August 1966 in Neustadt-Glewe statt. 
Gruppe I
|   | Teilnehmer                          | 01 | 02 | 03 | 04 | 05 | 06 | 07 | 08 | 09 | Punkte |
| - | ----------------------------------- | -- | -- | -- | -- | -- | -- | -- | -- | -- | ------ |
| 1 | Luise Baumann (Lok Erfurt)          |    | 1  | 1  | ½  | ½  | 1  | 1  | 1  | 1  | 7      |
| 2 | Heidi Prien (Medizin Wismar)        | 0  |    | 0  | ½  | 1  | 1  | 1  | 1  | 1  | 5½     |
| 3 | Magda Degen (Medizin Bad Elster)    | 0  | 1  |    | 1  | ½  | 0  | 1  | 0  | 1  | 4½     |
| 4 | Friedel Ullrich (Lok Wittstock)     | ½  | ½  | 0  |    | 1  | 0  | ½  | 1  | 1  | 4½     |
| 5 | Karin Sonnenberg (SC Chemie Halle)  | ½  | 0  | ½  | 0  |    | 1  | ½  | 1  | 1  | 4½     |
| 6 | Charlotte Richter (HSG Uni Leipzig) | 0  | 0  | 1  | 1  | 0  |    | ½  | 1  | 0  | 3½     |
| 7 | Rosemarie Luck (Stahl Trusetal)     | 0  | 0  | 0  | ½  | ½  | ½  |    | ½  | ½  | 2½     |
| 8 | Silke Jahr (SC Chemie Halle)        | 0  | 0  | 1  | 0  | 0  | 0  | ½  |    | 1  | 2½     |
| 9 | Renate Stanke (Lok Erfurt)          | 0  | 0  | 0  | 0  | 0  | 1  | ½  | 0  |    | 1½     |

Gruppe II
|   | Teilnehmer                          | 01 | 02 | 03 | 04 | 05 | 06 | 07 | 08 | 09 | Punkte |
| - | ----------------------------------- | -- | -- | -- | -- | -- | -- | -- | -- | -- | ------ |
| 1 | Ingrid Ernst (Medizin Wismar)       |    | 1  | ½  | ½  | ½  | 0  | 1  | 1  | 1  | 5½     |
| 2 | Renate Horn (Lok Dresden)           | 0  |    | ½  | 1  | 1  | 0  | ½  | 1  | ½  | 4½     |
| 3 | Margarete Kleinschmidt (Lok Erfurt) | ½  | ½  |    | ½  | ½  | 1  | 0  | ½  | 1  | 4½     |
| 4 | Kristine Pews (Lok Bad Kleinen)     | ½  | 0  | ½  |    | ½  | 1  | ½  | ½  | 1  | 4½     |
| 5 | Heidrun Bade (Chemie Köpenick)      | ½  | 0  | ½  | ½  |    | ½  | ½  | 1  | 1  | 4½     |
| 6 | Liddy Knoch (Einheit Meiningen)     | 1  | 1  | 0  | 0  | ½  |    | 1  | 0  | ½  | 4      |
| 7 | Lieselotte Janssen (Chemie Colditz) | 0  | ½  | 1  | ½  | ½  | 0  |    | ½  | ½  | 3½     |
| 8 | Regina Transfeld (SC Chemie Halle)  | 0  | 0  | ½  | ½  | 0  | 1  | ½  |    | 1  | 3½     |
| 9 | Oda Jueg (Fortschritt Malchow)      | 0  | ½  | 0  | 0  | 0  | ½  | ½  | 0  |    | 1½     |

## Jugendmeisterschaften

### Jugendmeisterschaften 1966
| Altersklasse | männlich                         | weiblich                      |
| ------------ | -------------------------------- | ----------------------------- |
| Schüler      | Rainer Knaak (Fortschritt Forst) | Helma Beutner (Lok Waren)     |
| Jugend       | Lutz Espig (Lok Greiz)           | Leonore Krüger (Post Dresden) |

### Jugendmeisterschaften 1967
| Altersklasse | männlich                       | weiblich                          |
| ------------ | ------------------------------ | --------------------------------- |
| Schüler      | Rainer Möbius (Mittweida)      | Helma Beutner (Lok Waren)         |
| Jugend       | Wolfgang Thormann (DAW Berlin) | Christina Hölzlein (Chemie Leuna) |